# The Horror of Frankenstein
The Horror of Frankenstein este un film de groază și de comedie din 1970 din seria Hammer. Este atât o refacere cât și o parodie a  filmului din 1957, The Curse of Frankenstein. Filmul este regizat, produs și co-scris de Jimmy Sangster.
Filmul a avut un buget de 200.000 ₤.

## Distribuție
- Ralph Bates - Baron Victor Frankenstein
- Kate O'Mara - Alys
- Veronica Carlson - Elizabeth Heiss
- Dennis Price - The Graverobber
- Jon Finch - Lieutenant Henry Becker
- Bernard Archard - Professor Heiss
- Graham James - Wilhelm Kassner
- James Hayter - Bailiff
- Joan Rice - Graverobber's wife
- Stephen Turner - Stephan
- Neil Wilson - Schoolmaster
- James Cossins - Dean
- Glenys O'Brien - Maggie
- Geoffrey Lumsden - Instructor
- Chris Lethbridge-Baker - Priest
- Terry Duggan - First Bandit
- George Belbin - Baron Frankenstein
- Hal Jeayes - Woodsman
- Carol Jeayes - Woodsman's Daughter
- Michael Goldie - Workman
- David Prowse - The Monster

## Legături externe
- The Horror of Frankenstein la Internet Movie Database
- The Horror of Frankenstein la Allmovie
- The Horror of Frankenstein la TCM Movie Database
- Brian Trenchard-Smith at The Horror of Frankenstein at Trailers from Hell

## Vezi și
- Listă de filme de groază din 1970
- Listă de filme britanice din 1970
- Listă de filme cu Frankenstein

Format:Jimmy Sangster